# Zelfbeschrijvende vergelijking van Tupper
De zelfbeschrijvende vergelijking van Tupper is een vergelijking die zichzelf visueel weergeeft wanneer deze wordt afgebeeld in een specifieke locatie in het xy-vlak.

## Achtergrond
De vergelijking is gedefinieerd door Jeff Tupper en wordt genoemd als een voorbeeld in Tupper's SIGGRAPH artikel van 2001, over voorstelbare twee-dimensionale grafische computeralgoritmes. Het artikel beschrijft een manier gebaseerd op de grafische programma GrafEq dat ontwikkeld is door Tupper.
Hoewel de vergelijking "zelfbeschrijvend" wordt genoemd, werd deze naam niet als zodanig door Tupper gebruikt.

## Vergelijking

Beschrijving van k

De vergelijking is een ongelijkheid die gedefinieerd is als:
{\displaystyle {\tfrac {1}{2}}<\left\lfloor \mathrm {mod} \left(\left\lfloor {y \over 17}\right\rfloor 2^{-17\lfloor x\rfloor -\mathrm {mod} (\lfloor y\rfloor ,17)},2\right)\right\rfloor }
waarin {\displaystyle \lfloor \ \rfloor } de entier is en mod de modulus.

Stel {\displaystyle k} gelijk aan het volgende 543-cijferige getal:
960 939 379 918 958 884 971 672 962 127 852 754 715 004 339 660 129 306 651 505 519 271 702 802 395 266 424 689 642 842 174 350 718 121 267 153 782 770 623 355 993 237 280 874 144 307 891 325 963 941 337 723 487 857 735 749 823 926 629 715 517 173 716 995 165 232 890 538 221 612 403 238 855 866 184 013 235 585 136 048 828 693 337 902 491 454 229 288 667 081 096 184 496 091 705 183 454 067 827 731 551 705 405 381 627 380 967 602 565 625 016 981 482 083 418 783 163 849 115 590 225 610 003 652 351 370 343 874 461 848 378 737 238 198 224 849 863 465 033 159 410 054 974 700 593 138 339 226 497 249 461 751 545 728 366 702 369 745 461 014 655 997 933 798 537 483 143 786 841 806 593 422 227 898 388 722 980 000 748 404 719
 Als de reeks punten {\displaystyle (x,\,y)} wordt weergegeven in {\displaystyle 0\leq x<106} en {\displaystyle k\leq y<k+17} die voldoet aan de bovenstaande ongelijkheid, dan ziet de resulterende grafiek er als volgt uit (de assen in deze grafiek zijn omgekeerd, anders zou de afbeelding ondersteboven en gespiegeld zijn):
De vergelijking is een veralgemeniseerde methode om een bitmapafbeelding te decoderen naar een constante {\displaystyle k}, en deze kan als zodanig dan ook gebruikt worden om elke willekeurige andere afbeelding te tekenen. Wanneer toegepast op het onbegrensde positieve bereik {\displaystyle y\geq 0}, geeft de formule een verticale strook weer met een patroon dat alle mogelijke bitmaps van 17 pixels bevat. Eén horizontale plak van die oneindige bitmap geeft de tekenformule zelf weer, maar dit is niet opmerkelijk omdat andere segmenten alle andere mogelijke formules weergeven die in een bitmap van 17 pixels kunnen passen. Tupper heeft uitgebreide versies van zijn oorspronkelijke formule gemaakt die op een na alle segmenten uitsluiten.
De constante {\displaystyle k} is een monochrome bitmapafbeelding van de vergelijking, behandeld als een binair getal en vermenigvuldigd met 17. Als {\displaystyle k} wordt gedeeld door 17, codeert de minst significante bit de rechterbovenhoek {\displaystyle (k,0)}; de 17 minst significante bits coderen de meest rechtse kolom van pixels; de volgende 17 minst significante bits coderen de op een-na meest rechtse kolom, enzovoort.